# Clytra bodemeyeri
Clytra bodemeyeri — вид листоїдів з підродини клітрін. Зустрічається в Малій Азії та Іраку.